# Женская сборная Австрии по баскетболу 3×3
Женская сборная Австрии по баскетболу 3×3 представляет Австрию на международных соревнованиях по баскетболу 3×3. Управляющим органом является Австрийский баскетбольный союз (нем. Österreichischer Basketball Verband, англ. Basketball Austria).
По состоянию на 8 сентября 2024, женская сборная Австрии по баскетболу 3×3 занимает 15-е место в мировом рейтинге ФИБА женских сборных по баскетболу 3×3.

## Результаты выступлений
| Турнир                             | Золото | Серебро | Бронза | Всего |
| ---------------------------------- | ------ | ------- | ------ | ----- |
| Чемпионат мира по баскетболу 3×3   | —      | —       | —      | —     |
| Чемпионат Европы по баскетболу 3x3 | —      | —       | —      | —     |
| Европейские игры                   | —      | —       | —      | —     |
| Итого                              | —      | —       | —      | —     |

### Чемпионат мира по баскетболу 3x3
| Год            | Место          | Игры           | Победы         | Поражения      | Состав команды                                                           |
| -------------- | -------------- | -------------- | -------------- | -------------- | ------------------------------------------------------------------------ |
| 2012—2019      | не участвовали | не участвовали | не участвовали | не участвовали | не участвовали                                                           |
| Антверпен 2022 | 18             | 4              | 0              | 4              | Alexia Allesch, Anja Fuchs-Robetin, Camilla Neumann, Michaela Wildbacher |
| Вена 2023      | 7              | 5              | 3              | 2              | Anja Fuchs-Robetin, Sigrid Koizar, Camilla Neumann, Sarah Sagerer        |

### Чемпионат Европы по баскетболу 3x3
| Год           | Место          | Игры           | Победы         | Поражения      | Состав команды                                                      |
| ------------- | -------------- | -------------- | -------------- | -------------- | ------------------------------------------------------------------- |
| 2014          | не участвовали | не участвовали | не участвовали | не участвовали | не участвовали                                                      |
| Бухарест 2016 | 12             | 2              | 0              | 2              | Julia Köppl, Annika Neumann, Camilla Neumann, Kata Takács           |
| 2017—2021     | не участвовали | не участвовали | не участвовали | не участвовали | не участвовали                                                      |
| Грац 2022     | 11             | 2              | 0              | 2              | Anja Fuchs-Robetin, Nina Krisper, Mack König, Camilla Neumann       |
| 2023          | не участвовали | не участвовали | не участвовали | не участвовали | не участвовали                                                      |
| Вена 2024     | 6              | 3              | 1              | 2              | Alexia Allesch, Anja Fuchs-Robetin, Rebekka Kalaydjiev, Simone Sill |

### Европейские игры
| Год         | Место          | Игры           | Победы         | Поражения      | Состав команды                                                          |
| ----------- | -------------- | -------------- | -------------- | -------------- | ----------------------------------------------------------------------- |
| 2015—2019   | не участвовали | не участвовали | не участвовали | не участвовали | не участвовали                                                          |
| Краков 2023 | 6              | 4              | 2              | 2              | Alexia Allesch, Anja Fuchs-Robetin, Rebekka Kalaydjiev, Camilla Neumann |